# Kis Tamás-lik
A Kis Tamás-lik a Duna–Ipoly Nemzeti Parkban lévő Pilis hegységben, a Csúcs-hegyen található egyik barlang, amelyből lehet, hogy felső pleisztocén csontmaradványok láttak napvilágot.

## Leírás
Csobánka szélén, a Csúcs-hegy északi oldalában lévő kőbányában, a Tamás-liktól délre, 40 méterre van a bejárata. Sziklafal tövében helyezkedik el a természetes jellegű, hasadékszerű bejárata, melyhez kis kitaposott ösvény vezet a Csobánkáról a Kevély-nyeregbe tartó piros sáv jelzésű turistaútról.
Felső triász dachsteini mészkőben, repedés mentén, freatikus körülmények között keletkezett. A bejáraton bemászva egy állva kényelmesen járható hasadékba lehet jutni. Körülbelül öt méter után, egy két-három méteres lemászást követően érhető el a barlang legmélyebb pontja. Innen jobbra egy lapos, keskeny folyosó után egy gömbfülke található, amely a barlang végpontja. A járatokban sok a képződmény. Megfigyelhetők függőcseppkövek, cseppkőlefolyások, farkasfogak és borsókövek. Rongálási nyomok nem fedezhetők fel benne, a képződmények eredeti szépségükben tanulmányozhatók. Bejárásához barlangjáró alapfelszerelés kell.
A 16 méter hosszú, 6 méter mély barlangból valószínűleg felső pleisztocénbe sorolható csontmaradványok, különböző madárfajok, kígyó-, nyúl-, hörcsög-, róka-, fiatal medve-, őz-, kecske- és marhaféle csontok láttak napvilágot. Nem lehet pontosan meghatározni a talált maradványok korát, de valószínűleg fiatalabbak a korábban a Sunyi-lyukból előkerült leleteknél.
Előfordul irodalmában Kis-Tamás-lik (Baja 1998), Kis Tamáslik (Kucsera 1993), Kis Tamás lik (Kucsera 1993) és Tamás-lik II. (Kárpát 1991) neveken is. 1997-ben volt először Kis Tamás-liknak nevezve a barlang az irodalmában. A korábban felfedezett Tamás-liktól nem messze fekszik, ezért kapta a Kis Tamás-lik nevet.

## Kutatástörténet
1991-ben fedezte fel az Aragonit Barlangkutató Csoport. Feltáráskor a barlangból, 1991. július 7-én csontok kerültek elő a bejárattól körülbelül három méterre, amelyeket Kordos László határozott meg. A csontok megtartási állapota és a medve, amely lehet, hogy barlangi medve jelenléte miatt valószínűleg felső pleisztocén a leletegyüttes. 1991-ben a csoport megállapítása szerint körülbelül 15 méter hosszú volt és repedés mentén, melegvíz oldó hatása miatt jött létre, erre az ezúton karsztosodott cseppkövek jelenléte utal.
A Kárpát József által írt 1991-es kéziratban 5 m hosszúnak és 2 m mélynek van említve a Tamás-lik II. (Csobánka). 1992-ben az Aragonit Barlangkutató és Természetbarát Egyesület kutatta. Az egyesület 1992. évi jelentésében az olvasható, hogy a hossza körülbelül 25 méter és 8 méter mély. A tagok tervezték, hogy 1993-ban folytatják a kutatást és lezárják a bejáratot. 1996-ban az egyesület két méterrel mélyítette.
1997. május 28-án Kraus Sándor készítette el alaprajz térképét két keresztmetszettel és hosszmetszet térképét. 1997. májusban Kraus Sándor rajzolt helyszínrajzot, amelyen a Csúcs-hegy barlangjainak földrajzi elhelyezkedése van ábrázolva. A rajzon látható a Kis Tamás névvel jelölt barlang földrajzi elhelyezkedése. Kraus Sándor 1997. évi beszámolójában az olvasható, hogy az 1997 előtt is ismert Kis Tamás-lik jelentős barlang és 1997-ben készült el a barlang térképe. A jelentésbe bekerült az 1997-es helyszínrajz.
1998. május 14-től a környezetvédelmi és területfejlesztési miniszter 13/1998. (V. 6.) KTM rendelete szerint a Duna–Ipoly Nemzeti Park Igazgatóság illetékességi területén, a Pilis hegységben található Kis-Tamás-lik az igazgatóság engedélyével látogatható. 2005. szeptember 1-től a környezetvédelmi és vízügyi miniszter 22/2005. (VIII. 31.) KvVM rendelete szerint a Duna–Ipoly Nemzeti Park Igazgatóság működési területén, a Pilis hegységben található Kis-Tamás-lik a felügyelőség engedélyével látogatható.